# Вулкан Геодезистів
Вулкан Геодезистів — згаслий вулкан в Анаунському вулканічному районі Серединного хребта півострова Камчатка. Розташовується у південно-західній частині району, між вулканами Анаун та Будулі.
Формою є правильний пологий щит діаметром 6 км і площею 28,5 км². Абсолютна висота — 1170 м, відносна — 370 м. Обсяг виверженого матеріалу (базальту) приблизно 3,5 км³.
Схили вулкана є розвалом глиб, які не зазнали ерозії, що вказує на голоценовий період його формування . Невелике вулканічне поле розташоване на південь від вулкана. Спочатку були сумніви у вулканічному походженні гори Геодезистів, але морфологічний аналіз порід показав протилежне. Крім базальтів зустрічаються і андезити. Остання вулканічна активність вулкана не відома.